# 马尔格拉泰
马尔格拉泰（義大利語：Malgrate），是意大利莱科省的一个市镇。总面积1.99平方公里，人口4284人，人口密度2152.8人/平方公里（2009年）。国家统计（ISTAT）代码为097045。

## 友好城市
- 義大利拉瓦罗内